# Hans Magnus
Hans Magnus (* 13. Juli 1881 in Berlin; † 17. Oktober 1949 in Nürnberg) war ein deutscher Ingenieur und Industrieller jüdischen Glaubens. Mit der Gründung der Transformatorenwerke Hans Magnus (TRAMAG) 1923 in Nürnberg zählt er zu den Pionieren der Transformatorentechnik in Deutschland. Er wurde 1938 enteignet und seine Firma an den Fürther Ingenieur Paul Metz weiterverkauft, der daraus den „Transformatoren- und Apparatebau Metz“ (TAM) machte. Nach dem Zweiten Weltkrieg half Metz seinerseits Hans Magnus dabei, die TRAMAG nach der Rückübereignung wieder aufzubauen.

## Leben und Wirken

### Kindheit und Kriegsjahre in Berlin
Hans Karl Magnus wuchs in wohlhabenden Verhältnissen auf. Sein Vater war der jüdische Bankier Julius Magnus, Mitinhaber des Geldinstituts Gottschalk & Magnus im Zentrum Berlins. Die Familie wohnte bis zur Jahrhundertwende unweit des Brandenburger Tors. Die genaue Ausbildungslaufbahn von Hans Magnus ist nicht bekannt. Als die Familie um 1902 nach Charlottenburg zog, war er bereits ein erwachsener Mann, der wahrscheinlich gerade sein Abitur bestanden hatte. Sicher ist hingegen, dass der einzige Sohn des Bankiers nicht dem beruflichen Vorbild des Vaters folgte, sondern sich zum Ingenieur ausbilden ließ.
Nach dem Abschluss der Ausbildung zog er nach Berlin-Oberschöneweide, um dort seine ersten beruflichen Erfahrungen zu machen. Dort heiratete er am 8. April 1909 Elisa Anna Emilia Maria von Wietersheim aus Wittenberge. Das Ehepaar zog 1912 zunächst nach Berlin-Wilmersdorf. Als im folgenden Jahr kurz nacheinander Vater Julius und Mutter Margarethe starben, zogen Hans und Elisa Magnus in sein Elternhaus nach Charlottenburg. Hans Magnus wäre nun mit dem nötigen Kapital für ein eigenes Unternehmen ausgestattet gewesen. Doch am 3. August 1914 brach der Erste Weltkrieg aus und Hans Magnus wurde in die 7. Kompanie des Grenadierregiments in der 12. Armee einberufen. Er diente an der Ostfront und wurde am 16. Juli im Zuge der Brussilow-Offensive leicht verwundet.
Als im November 1918 der Krieg endete, entschied sich die Familie dazu, Berlin zu verlassen. Etwa um 1920 verließ das Ehepaar mit dem inzwischen geborenen Sohn Gert ihre Heimat und zog nach Nürnberg.

### Firmengründung in Nürnberg

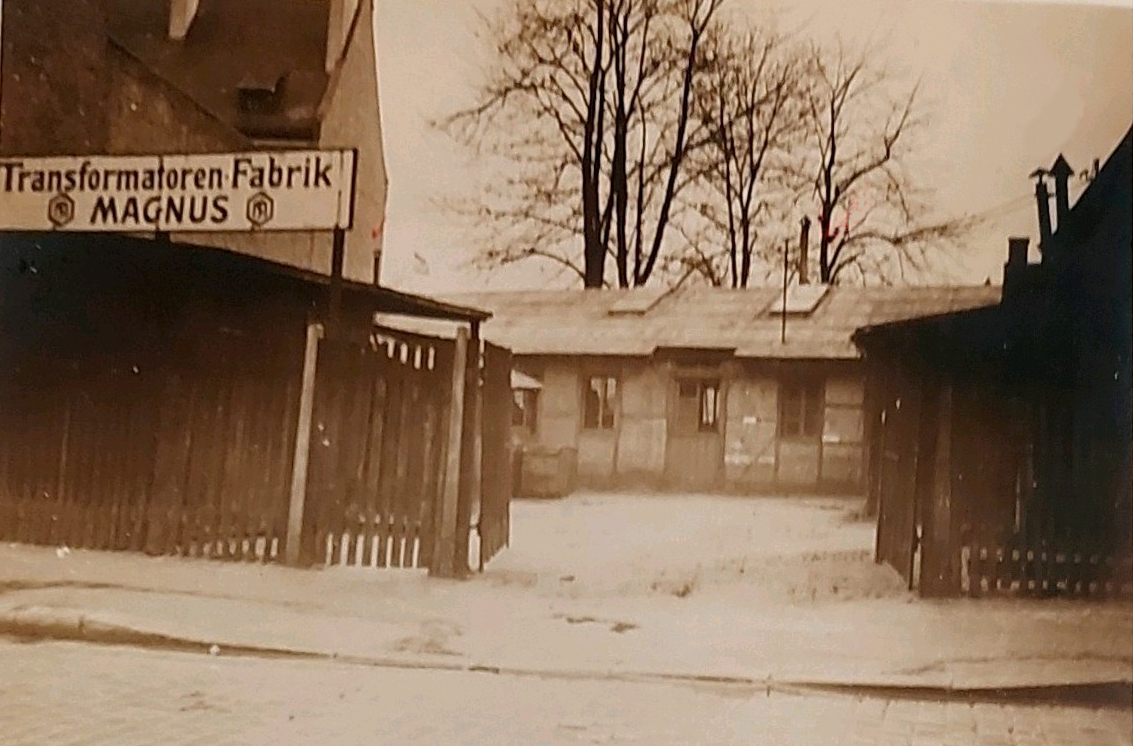
Firmengebäude der TRAMAG in den 1930er Jahren

Nach seinem Umzug nach Nürnberg entschloss sich Hans Magnus schnell, in seiner neuen Heimat ein eigenes Unternehmen zu gründen. Ausgestattet mit dem ansehnlichen Erbe seines Vaters und einem enormen Fachwissen im Bereich der Transformatorentechnik, gründete er am 7. Juli 1923 die „Transformatoren und Apparatefabrik Nürnberg“ in seinem Privathaus in Nürnberg-Reichelsdorf. Dort stellte er zunächst verschiedenste Geräte zur Spannungsumwandlung und sogar Sondergeräte für wissenschaftliche Zwecke her.
Doch die bescheidenen Werkstatträume in seinem Haus wurden dem Jungunternehmer schnell zu klein. Wohl auch, weil er bereit zu diesem Zeitpunkt erste Aufträge für Transformatoren für Modelleisenbahnanlagen erhielt. Nur ein Jahr nach der Gründung verlagerte er seine Werkstatt in das nahe gelegene Gebäude Reichelsdorf 36. Doch auch dort reichte bald der Platz nicht mehr aus und so wechselte er 1925 in eine deutlich größere Werkstatt im Galgenhof 5, direkt südlich des Nürnberger Hauptbahnhofes.
In den folgenden Jahrzehnten konnte Hans Magnus sich als Entwickler und Transformatorenbauer etablieren und wichtige Neuentwicklungen hervorbringen. 1931 meldete er sein erstes und einziges Patent an. Dieser neue Transformator konnte über ein frei verschiebbares Einsatzstück auf das gewünschte Übersetzungsverhältnis eingestellt werden. Als Erfinder war jedoch nicht er selbst, sondern sein Mitarbeiter Hans Kleeberg eingetragen.

### Arisierung und Krieg
Mit der Machtergreifung der Nationalsozialisten 1933 wurde das Arbeiten und Leben für Juden in Deutschland immer schwieriger, ehe es bald nahezu unmöglich werden sollte. Am 6. Juli 1938 verabschiedete die Reichsregierung das Gesetz zur Änderung der Gewerbeordnung. Es bildete den Auftakt zur endgültigen Verdrängung jüdischer Gewerbetreibender aus der deutschen Wirtschaft. Auch für Hans Magnus bedeuteten diese Regelungen, dass er sein Unternehmen nicht mehr lange weiterführen konnte. Wie ernst es die Nationalsozialisten meinten, zeigte sich bereits drei Tage später, als am 9. Juni die Synagoge im München abgerissen wurde. Hans Magnus plante daher kurze Zeit später den Verkauf seiner Fabrik und fuhr zu möglichen Interessenten in ganz Deutschland.

#### Der Fall Hanns König
Als Hanns König vom geplanten Verkauf der TRAMAG erfuhr, bekundete er Interesse, die Firma zu übernehmen. Aufgrund seiner Position als Adjutant des Nürnberger Gauleiters Julius Streichers konnte er aber nicht selbst aktiv werden. Daher setzte er Max Schneider als Strohmann für die Übernahme ein.
Am 11. November 1938 erhielt die Schwiegertochter des abwesenden Hans Magnus Besuch von Fritz Eberlein, der ebenfalls im Auftrag von Hans König die Übernahme vorbereiten sollte. Da Hans Magnus für mehrere Tage auf Geschäftsreise war, um den Verkauf des Unternehmens voranzubringen, handelte Hanns König umgehend. Am 17. November wurde Fritz Eberlein vom Vormundschaftsgericht in Nürnberg zum Abwesenheitspfleger der TRAMAG ernannt, um die Verkaufsverhandlungen vor der Rückkehr von Hans Magnus voranzubringen. Dieser verkaufte noch am gleichen Tag die TRAMAG für 5.000,- Reichsmark an den Strohmann Max Schneider. Das Unternehmen wäre ein Vielfaches wert gewesen.
Am 19. November erhielten Hans Magnus und Sohn Gert die Nachricht, dass ihr Unternehmen verkauft wurde und sie ab sofort die Fabrik nicht mehr betreten durften. Hanns Magnus hatte keine rechtlichen Mittel, gegen den Zwangsverkauf vorzugehen und musste sich mit 5.000,- Reichsmark begnügen. Erst eine 1940 von seinem Sohn Gert Magnus eingereichte Klage sprach der Familie weitere 20.000,- Reichsmark zu.

#### Von der TRAMAG zu Metz
Am 21. November 1938 wurde der Verkauf der TRAMAG notariell bestätigt. Das Unternehmen wurde zunächst in „Transformatoren- und Apparatefabrik Nürnberg“ umbenannt. Doch Käufer Max Schneider hatte mittlerweile den Betrieb erstmals besichtigt und den Kaufpreis als deutlich zu niedrig beurteilt. Der tatsächliche Jahresumsatz der TRAMAG betrug von Januar bis November 1938 130.000, - Reichsmark. Mit dem Vorwurf der unlauteren Vorteilsnahme konfrontiert, ermächtigte Hanns König daraufhin Max Schneider, das Unternehmen zu einem angemessenen Preis weiterzuverkaufen.
Dieser hatte über einen Mittelsmann Kontakt zu dem jungen Ingenieur Paul Metz aufgenommen. Dieser arbeitete noch in der Nürnberger Schraubenfabrik (NSF). Die Besichtigung der TRAMAG erfolgte nur wenige Tage später und am 29. November 1938 kaufte Paul Metz das Unternehmen für 26.000, - Reichsmark. Von der vorangegangenen Enteignung hatte er jedoch keinerlei Kenntnis erlangt. Nach dem abgewickelten Kauf der Galgenhofstraße 5 gründete Paul Metz in den Räumen und mit den Maschinen der TRAMAG die „Paul Metz Transformatoren- und Apparatebau“. Es war der Gründungsakt jenes Großunternehmens, das bis in die 1990er Jahre eine wichtige Rolle in der deutschen Rundfunk- und Fernsehtechnik spielen sollte.

#### Von der Deportation verschont
Hans Magnus wiederum hatte Glück im Unglück. Sein Unternehmen hat er zwar verloren, doch ihm und seiner Familie geschah während der gesamten Nationalsozialistischen Herrschaft kein Leid. Dank der Zugehörigkeit von Ehefrau Elisa zum Adelsgeschlecht von Wietersheim hatte Hans Magnus Verbindungen in die höchsten militärischen Kreise. Diese bewahren ihn als Volljude und seinen Sohn Gert als Halbjude vor der Deportation. Er wohnte weiterhin in seinem Haus in Reichelsdorf, musste er allerdings bis Kriegsende 1945 den Namenszusatz „Israeli“ tragen.

### Nachkriegszeit
Mit dem Ende des Zweiten Weltkrieges am 8. Mai 1945 sah Hans Magnus wieder eine reelle Möglichkeit, seine Firma zurückzuerhalten. 1946 wurden durch die amerikanische Militärverwaltung die Grundlagen für eine Rückführung jüdischer Besetzungen gelegt. Diese arbeitete die Verbrechen an den Juden systematisch auf. Hans Magnus erhielt noch im selben Jahr seine Firma zumindest nominell wieder zurück. Allerdings war der Galgenhof durch Luftangriffe völlig zerstört worden. Die ehemaligen Maschinen und Mitarbeiter waren wiederum Teil der nach Fürth verzogenen Metz-Werke.
Im Mai 1947 endete der Prozess gegen die beim unrechtmäßigen Verkauf der TRAMAG beteiligten Personen mit einer Verurteilung und zwei Freisprüchen. Hanns König hatte bereits 1939 im Zuge eines anderen Korruptionsprozesses Suizid begangen und konnte nicht mehr vor Gericht gestellt werden. Dafür war gegen Max Schneider, Friedrich Eberlein und auch Paul Metz Anklage erhoben worden. Während Paul Metz zu keinem Zeitpunkt über die unlauteren Machenschaften in Kenntnis gesetzt war, wurde Max Schneider zwar ein hohes Maß an Skrupellosigkeit bescheinigt, aber keine Strafe ausgesprochen. Friedrich Eberlein wurde für seine Rolle als Abwesenheitspfleger zu vier Monaten Haft und einer Geldstrafe verurteilt.
Parallel zum Strafgerichtsprozess einigten sich Hans Magnus und Paul Metz über die Entschädigung infolge der Enteignung 1938. Paul Metz erklärte sich bereit, Hans Magnus einen neuen Betrieb einzurichten, der in etwa jenem vor der Enteignung entsprach und stellte Maschinen und Mitarbeiter, sowie ein monatliches Budget für die Anfangszeit zur Verfügung.

### Neustart und Tod
Am 12. Juli 1947 nahm Hans Magnus in den neuen Betriebsräumen an der Wiesentalstraße in Nürnberg wieder den Betrieb auf. Zwei Jahre lang leitete er daraufhin wieder die TRAMAG, entwickelte neue Transformatoren und führte das Unternehmen durch die Währungsreform 1948 und die Gründung der Bundesrepublik 1949. Den großen Erfolg seines Unternehmens erlebte er allerdings nicht mehr. Hans Magnus starb am 17. Oktober 1949 in Nürnberg.

## Bedeutung für den Transformatorenbau
Hans Magnus gilt heute als einer der Pioniere des Nürnberger Transformatorenbaus. Dank seiner Entwicklungstätigkeit erarbeitete sich die TRAMAG bereits vor der Enteignung 1938 und seit der Rückgabe 1946 den Ruf als führender Problem-Löser auf dem Feld der Transformatorentechnik. Obwohl Hans Magnus nur ein einziges Patent anmeldete, war er über die Grenzen Nürnbergs hinaus als führender Experte für Transformatoren bekannt.